# Valere Amoussou
Pour les articles homonymes, voir Amoussou.
Valere Amoussou est un footballeur béninois né le 13 mars 1987. Il évolue comme gardien de but. 
International béninois, il est l'un des rares joueurs locaux sélectionnés pour la CAN 2008.

## Sélections
- International béninois depuis 2008 : une sélection.